# Kleine-Spouwen
Petit-Spauwen, en néerlandais Kleine-Spouwen, est une section de la ville belge de Bilzen située en Région flamande dans la province de Limbourg. C'était une commune à part entière avant sa fusion avec Grote-Spouwen et Rijkhoven en formant la nouvelle commune de Spouwen en 1971.
Le village est situé à 9 kilomètres au nord-est de Tongres.

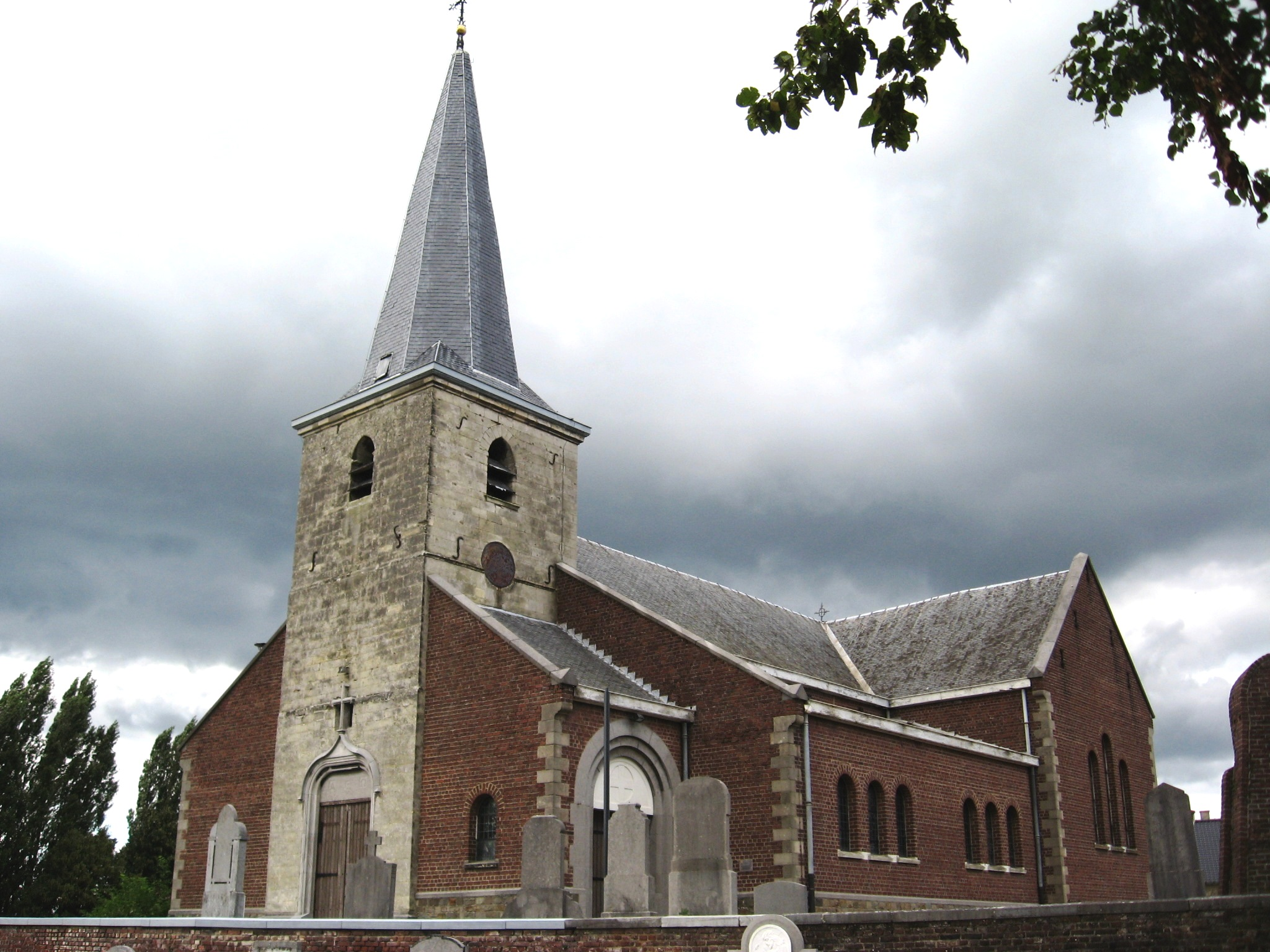
Église Sainte-Aldegonde

## Évolution démographique
- Sources: INS, www.limburg.be et Ville de Bilzen